# Scaligera Basket Verona
Scaligera je košarkaški klub iz Verone osnovan 1947., ali je zbog financijskih razloga propao 2002.

## Uspjesi
Kup Radivoja Koraća
- Pobjednik: 1998.

Eurokup
- Finalist: 1997.

Kup Italije
- Pobjednik: 1991.
- Finalist: 1994., 1996.

Superkup Italije
- Pobjednik: 1997.

## Prijašnja imena
- Glaxo
- Birex
- Mash
- Müller